# Alla Nazimova
Alla Nazimova, pseudonimo di Marem-Ides Adelaida Jacovlevna Leventon (Марем-Идес Аделаида Яковлевна Левентон) (Jalta, 22 maggio 1879 – Los Angeles, 13 luglio 1945), è stata un'attrice russa naturalizzata statunitense.
Nata da una famiglia ebraica ucraina, negli anni dieci e venti fu una delle più celebri dive di Broadway e di Hollywood.

## Biografia
Alla Nazimova fu una dei tre figli di Jakov Leventon e Sonja Horowitz. La famiglia, ebrea, visse a Jalta, in Crimea, ai tempi una regione dell'Impero Russo. I conflitti in famiglia tra i genitori si ripercossero sulla giovane attrice e dopo la separazione dei genitori, ebbe la propria educazione divisa tra collegio e la casa di parenti, trascorrendo diversi anni in Svizzera. Lo stress emotivo cui fu sottoposta, la portò a vivere la ribellione contro l'autorità come un modo per guadagnare l'attenzione degli altri.
Bambina precoce, suonava il violino all'età di sette anni. Raggiunta la pubertà, inizio a coltivare i propri interessi nel teatro ed iniziò a prendere lezioni di recitazione presso l'Accademia di Recitazione a Mosca prima di iscriversi alla Scuola di Arte Teatrale di Stanislavskij col nome d'arte di Alla Nazimova. Nel 1899 sposò l'attore Sergej Golovin, ma il matrimonio fallì poco dopo.

### Carriera

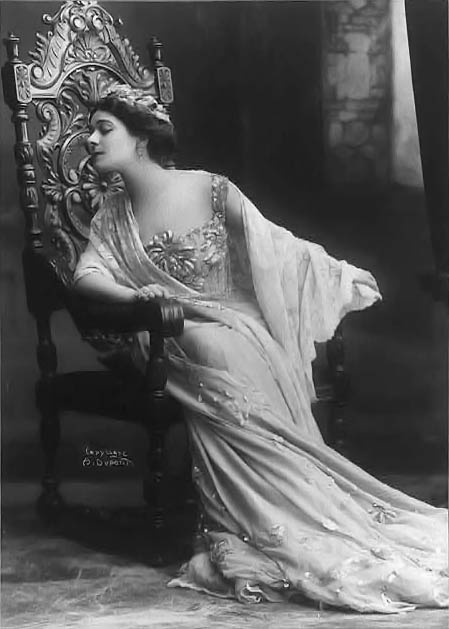
Alla Nazimova (1908)

La carriera teatrale della Nazimova sbocciò rapida e già nel 1903 era una delle attrici più note a Mosca e San Pietroburgo. Girò l'Europa, incluse Londra e Berlino, con il presunto amante Pavel Orlenev, attore e produttore. Nel 1905 i due si trasferirono a New York e fondarono una scuola teatrale in russo a Lower East Side. L'impresa non fu un successo e Orlenev ritornò in Russia mentre la Nazimova rimase a New York.
Fu scritturata dal produttore statunitense Henry Miller e il suo debutto a Broadway nel 1906 fu un successo per la critica e il pubblico. Divenne rapidamente molto popolare (un teatro prese il suo nome) e rimase per anni una delle principali stelle di Broadway, recitando spesso commedie di Ibsen (grande successo ottenne la sua interpretazione di Nora in Casa di bambola) e Čechov.
Nel 1916, fece il suo debutto nel cinema muto. Il film era War Brides, adattamento cinematografico di una commedia che Nazimova aveva portato con successo sul palcoscenico. La sua performance venne fortemente acclamata e l'attrice si fece notare da Lewis J. Selznick. Ottenne così un vantaggioso contratto dalla Metro-Goldwyn-Mayer. A partire dal 1918, oltre a prendervi parte, cominciò ad interessarsi anche alla sceneggiatura e alla produzione dei propri film. Negli adattamenti delle opere di scrittori e drammaturghi come Alexandre Dumas ed Henrik Ibsen, sviluppò personali tecniche cinematografiche, che erano considerate audaci per i tempi. I suoi La signora delle camelie (1921) e Casa di bambola (1922) incontrarono il gradimento del pubblico, cosa che le permise di guadagnare considerevoli quantità di denaro.
Il suo tentativo di adattare per lo schermo l'audace opera teatrale di Oscar Wilde, Salomè, fallì. Il film, uscito nel 1923, fu un disastro. Nel 1925 non poté più permettersi di girare altri film poiché i suoi finanziatori ritirarono il proprio supporto. Con poche scelte innanzi a sé, smise di girare film, e tornò alle scene di Broadway. Negli anni trenta viaggiò per il mondo, soggiornando spesso a Parigi. Tornò sullo schermo nei primi anni quaranta come caratterista in alcuni film - come Sangue e arena (1941) e Da quando te ne andasti (1944) - presumibilmente perché bisognosa di denaro.
Sopravvissuta a un tumore al seno, la Nazimova morì di trombosi all'età di 66 anni il 13 luglio 1945 a Los Angeles e fu sepolta nel Forest Lawn Memorial Park di Glendale.

## Vita privata

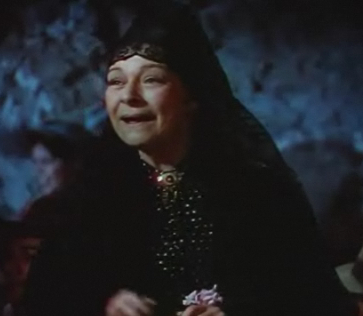
In Sangue e arena (1941)

Alla Nazimova era lesbica e non ne fece mai un mistero. Verso la fine degli anni dieci comprò una grande casa sul Sunset Boulevard ad Hollywood, conosciuta come "Il Giardino di Allah", in cui dava stravaganti feste a base di alcol, droga e sesso, destinate quasi esclusivamente a donne, tra cui molte note attrici del tempo. Lo Studio per cui lavorava dovette mettere a tacere le voci sulla sua omosessualità e i legami con altre donne della Hollywood del tempo, come quello con la scrittrice Mercedes de Acosta e, secondo le voci che correvano, di un rapporto instabile e fugace con l'attrice Eva Le Gallienne, verso la quale si dice che la Nazimova fosse estremamente gelosa e possessiva.
A quei tempi (tra il 1917 ed il 1921), la Nazimova esercitò una notevole influenza a Hollywood. Era molto generosa nei confronti di giovani attrici nelle quali scorgesse talento; di alcune di loro fu anche l'amante. Aiutò l'inizio delle carriere delle mogli di Rodolfo Valentino, l'attrice Jean Acker e la scenografa Natacha Rambova; fu certamente l'amante della Acker e probabilmente anche della Rambova. Fu molto impressionata dalle capacità di scenografa della Rambova, tanto da assegnarle le innovative scenografie dei film La signora delle camelie (1921), interpretato insieme a un Valentino quasi agli esordi e Salomè (1923).
Aiutò il lancio della carriera di una giovane Patsy Ruth Miller dopo averla conosciuta ad una festa ad Hollywood. La Nazimova fu amica dell'attrice June Marlowe, che successivamente presentò al produttore e regista Lloyd Hamilton. Aiutò infine gli esordi della giovane attrice Tallulah Bankhead, dopo una breve relazione con lei. Nel 1920 la Nazimova fu poi accusata da Charlie Chaplin di essere l'amante della ex-moglie Mildred Harris, dopo il loro divorzio. La Nazimova non ebbe però relazioni solo con nuovi talenti. Ebbe infatti anche una breve relazione con l'affermata attrice Maude Adams, che secondo i pettegolezzi avrebbe interrotto la relazione a causa dei gusti sessuali estremi della partner.
Sebbene fosse principalmente lesbica, la Nazimova ebbe relazioni anche con uomini, tra i quali il cameraman Paul Ivano, conosciuto soprattutto per i suoi lavori con Erich von Stroheim. Inoltre, per coprire la sua controversa sessualità, per più di un decennio lo Studio sparse la voce che la Nazimova convivesse con Charles Bryant, un attore notoriamente omosessuale cui fece firmare la regia di Salomè. Nonostante tali controversie, nel 1921, l'amica Edith Luckett e suo marito, l'ultra-conservatore Loyal Davis, chiesero alla Nazimova di essere la madrina della futura first lady Nancy Reagan, figlia di una precedente relazione della Luckett.

## Nazimova nella cultura di massa
Il personaggio di Alla Nazimova appare in diversi film, soprattutto in quelli biografici sulla vita di Rodolfo Valentino. Il più noto di questi film è Valentino, diretto nel 1977 da Ken Russell, che ha come protagonista il grande ballerino Rudol'f Nureev. Il ruolo di Nazimova fu affidato all'attrice e ballerina francese Leslie Caron. Nel 2013 viene prodotto dalla Mediaset Rodolfo Valentino - La leggenda, film nel quale il ruolo dell'attrice hollywoodiana è interpretato da Giuliana De Sio.

## Riconoscimenti
Il contributo di Nazimova all'industria cinematografica è stato riconosciuto con una stella nella Hollywood Walk of Fame di Los Angeles.

## Filmografia

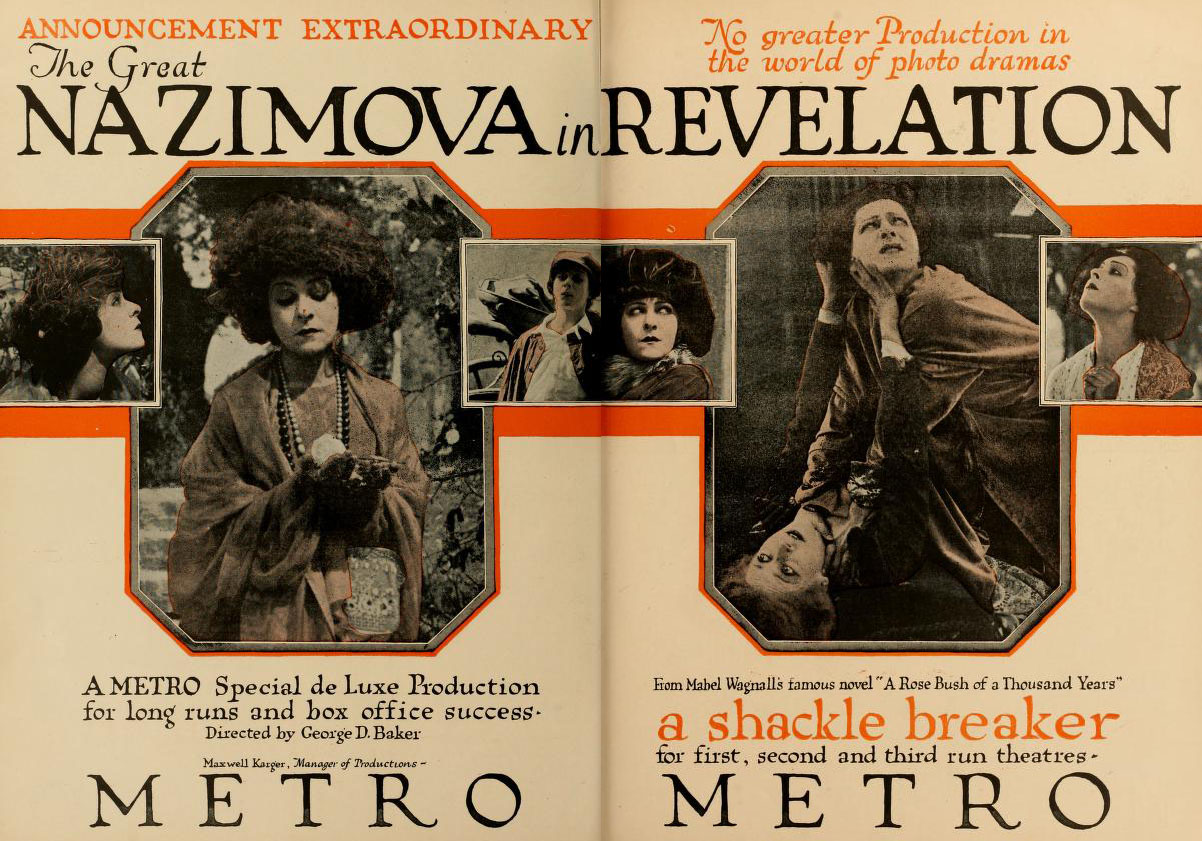
Revelation (1918)

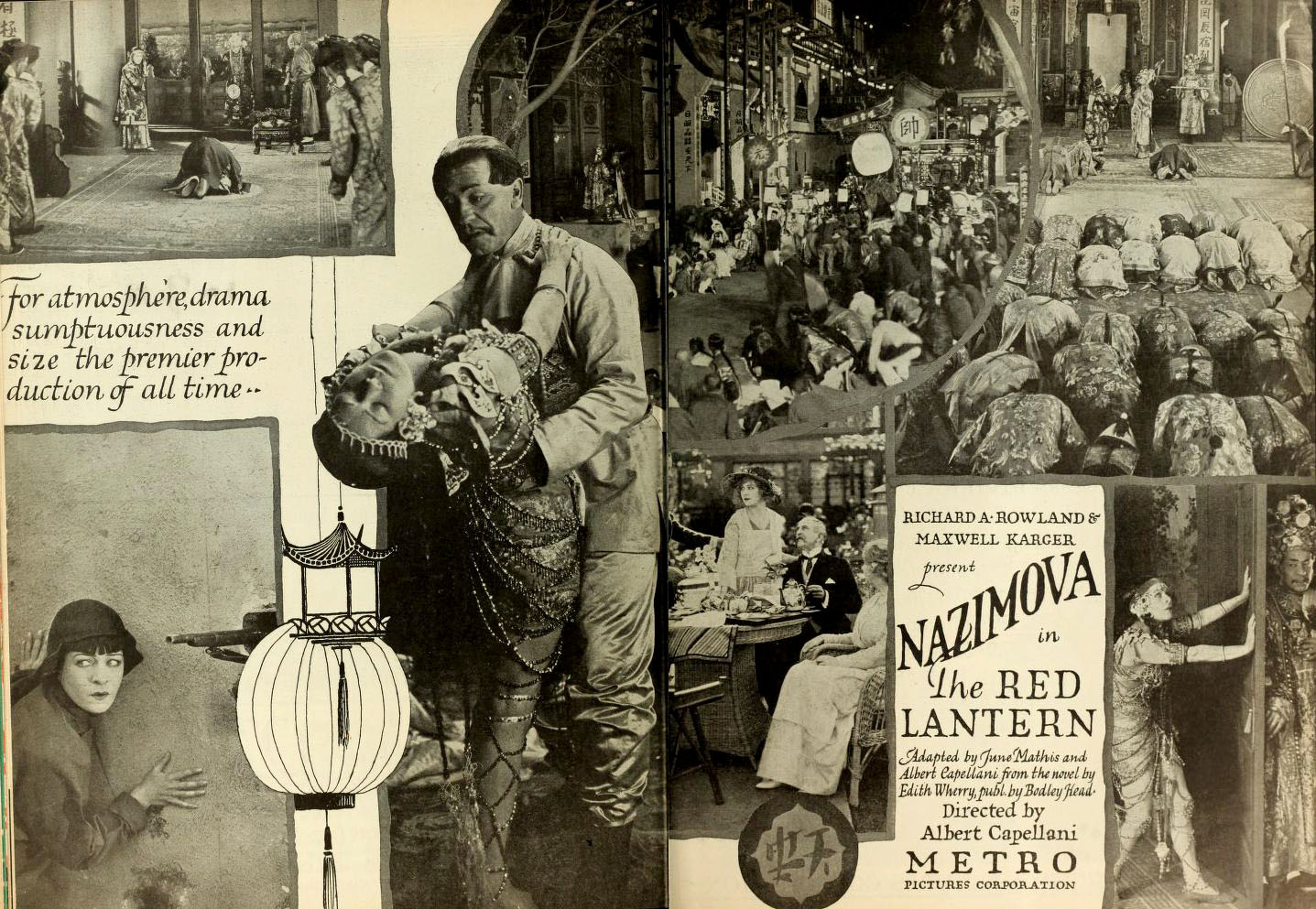
The Red Lantern (1919)

### Attrice
- War Brides, regia di Herbert Brenon (1916)
- Rivelazione (Revelation), regia di George D. Baker (1918)
- Toys of Fate o Tales of Fate, regia di George D. Baker (1918)
- A Woman of France - cortometraggio (1918)
- L'occidente (Eye for Eye), regia di Albert Capellani e Alla Nazimova (1918)
- Out of the Fog, regia di Albert Capellani (1919)
- La lanterna rossa (The Red Lantern), regia di Albert Capellani (1919)
- The Brat, regia di Herbert Blaché (1919)
- Più forte della morte (Stronger Than Death), regia di Herbert Blaché, Charles Bryant (1920)
- The Heart of a Child, regia di Ray C. Smallwood (1920)
- Madame Peacock, regia di Ray C. Smallwood) (1920)
- Billions, regia di Ray C. Smallwood (1920)
- La signora delle camelie (Camille), regia di Ray C. Smallwood (1921)
- Casa di bambola (A Doll's House), regia di Charles Bryant (1922)
- Salomè (Salome), regia di Charles Bryant (1922)
- Madonna of the Streets, regia di Edwin Carewe (1924)
- The Redeeming Sin, regia di J. Stuart Blackton (1925)
- My Son, regia di Edwin Carewe (1925)
- Incontro senza domani (When the Door Opened o Escape), regia di Mervyn LeRoy (1940)
- Sangue e arena, regia di Rouben Mamoulian (1941)
- Il ponte di San Luis Rey (The Bridge of San Luis Rey), regia di Rowland V. Lee (1944)
- Bombe su Varsavia (In Our Time), regia di Vincent Sherman (1944)
- Da quando te ne andasti (Since You Went Away), regia di John Cromwell (1944)

### Film o documentari con Nazimova
- Screen Snapshots, Series 3, No. 15, documentario (1922)
- The Legend of Rudolph Valentino, regia di Graeme Ferguson (1961)
- Hollywood documentario tv, regia di Kevin Brownlow e David Gill (1980)
- Before Stonewall, regia di Greta Schiller e Robert Rosenberg - documentario (1984)
- Alla Nazimova and Rudolph Valentino, regia di Laurent Preyale - documentario tv (2000)
- Val Lewton: The Man in the Shadows, regia di Kent Jones - documentario tv (2007)

### Produttrice
- L'occidente (Eye for Eye), regia di Albert Capellani e Alla Nazimova (1918)
- The Brat, regia di Herbert Blaché (1919)
- Più forte della morte (Stronger Than Death), regia di Herbert Blaché, Charles Bryant (1920)
- The Heart of a Child, regia di Ray C. Smallwood (1920)
- Madame Peacock, regia di Ray C. Smallwood) (1920)
- Casa di bambola (A Doll's House), regia di Charles Bryant (1922)
- Salomè (Salome), regia di Charles Bryant (1923)
- Zaza, regia di George Cukor - consulente produzione (1938)

### Sceneggiatrice
- The Brat, regia di Herbert Blaché (1919)
- Madame Peacock, regia di Ray C. Smallwood) (1920)
- Billions, regia di Ray C. Smallwood (1920)
- Casa di bambola (A Doll's House), regia di Charles Bryant (1922)

### Montatrice
- Billions, regia di Ray C. Smallwood (1920)

### Regista
- L'occidente (Eye for Eye), co-regia di Albert Capellani (1918)

## Spettacoli teatrali
- The Chosen People scritto da Eugene Chirikoff (23 marzo 1905, unica rappresentazione)
- Hedda Gabler scritto da Henrik Ibsen (prima: 13 novembre 1906)
- A Doll's House, scritto da Henrik Ibsen (prima: 14 gennaio 1907)
- Comtesse Coquette, scritto da Roberto Bracco (prima: 12 aprile 1907)
- Comtesse Coquette, ripresa (prima: 2 settembre 1907)
- The Master Builder di Henrik Ibsen (prima: 23 settembre 1907)
- A Doll's House, ripresa (prima: 18 novembre 1907)
- The Comet, scritto da Owen Johnson (prima: 30 dicembre 1907)
- Little Eyolf, scritto da Henrik Ibsen (prima: 18 aprile 1910)
- The Marionettes, scritto da Pierre Wolff (prima: 5 dicembre 1911)
- Bella Donna scritto da James Bernard Fagan (prima: 11 novembre 1912)
- That Sort, scritto da Basil MacDonald Hastings (prima: 6 novembre 1914)
- Ception Shoals, scritto da H. Austin Adams (prima: 10 gennaio 1917)
- The Wild Duck, scritto da Henrik Ibsen (prima: 11 marzo 1918)
- Hedda Gabler, ripresa (prima: 8 aprile 1918)
- A Doll's House, ripresa (prima: 29 aprile 1918)
- Dagmar, scritto da Louis K. Anspacher da Ferencz Herczeg (prima: 22 gennaio 1923)
- The Cherry Orchard, scritto da Anton Čechov (prima: 15 ottobre 1928)
- Katerina, scritto da Leonid Nikolaevič Andreev (prima: 25 febbraio 1929)
- A Month in the Country, scritto da Ivan Sergeyevitch Turgenev (prima: 17 maggio 1930)
- Mourning Becomes Electra, scritto da Eugene O'Neill (prima: 26 ottobre 1931)
- The Good Earth, scritto da Owen Davis e Donald Davis (prima: 17 ottobre 1932)
- The Cherry Orchard (prima: 6 marzo 1933)
- Doctor Monica scritto da Marja M. Szczepkowska (prima: 6 novembre 1933)
- The Simpleton of the Unexpected Isles, scritto da George Bernard Shaw (prima: 18 febbraio 1935)
- Ghosts, scritto da Henrik Ibsen (prima: 12 dicembre 1935)
- Hedda Gabler, ripresa (prima: 16 novembre 1936)
- The Mother, scritto da Karel Čapek (prima: 25 aprile 1939)